# Дионисий Полоцкий
Диони́сий Полоцкий (? — 1184) — полоцкий епископ. Канонизирован Русской Православной Церковью в лике святителя. День памяти: 23 июня (6 июля).

## Биография
Довольно мало имеется сведений о Дионисии, в том числе о его происхождении.
До принятия епископского сана Дионисий, как утверждает большинство исследователей, был монахом Киево-Печерского монастыря. Другие историки полагают, что Дионисий происходил из ромеев (греков) и приехал в Полоцкое княжество из далёкой Византии. Ведь до этого Полоцкую кафедру возглавлял упомянутый епископ Косьма, родом из Византии. Да и преемником Дионисия тоже стал византиец — епископ Николай. После победы грекофильской партии в Киеве, епископами на Руси становились греки. Поэтому, вероятнее всего, что он был греком.
Дионисий стал во главе епископской кафедры в Полоцке примерно между 1156/1157 и 1166/1167 годами. Прежний полоцкий епископ Косьма в последний раз в источниках упоминается в 1156 году. Впервые в качестве епископа Дионисий фигурирует в Житии Евфросинии Полоцкой в связи с пострижением им двух её племянниц в монашество. Это произошло зимой 1166—1167 годов, перед тем как Евфросиния Полоцкая отправилась в паломничество во Святую Землю:

«… блаженная же Еуфросиния, пославши, призва епископа, тогда стол правяща святое Софеи нарицаемаго Дионисия, и введши ю в церковь, и повеле острищи ю, и нарече имя Кироанне Агафия, а Ольге — Еуфимия…».— Житие Евфросинии Полоцкой
Перед тем как отправиться в Иерусалим, княжна-игуменья Евфросиния получила благословения от епископа Дионисия. Там её земной путь и закончился. По его благословению были составлены Житие и Служба преподобной Евфросинии.
О смерти епископа Дионисия сообщает Ипатьевская летопись под 6691 годом (1184 год):

«Въ то же лѣто преставися епископъ Полотьскій, именемъ Діонисій».— Ипатьевская летопись
Однако если обратиться к летописной статье за 6690 годом [1183], то Дионисий среди архиереев, которые должны были принять монашеский постриг нового настоятеля Киево-Печерского монастыря после смерти 24 июня прежнего игумена Поликарпа, не упоминается. Полоцким епископом назван Николай. Предполагается, что Дионисий в 1183 году мог оставить полоцкую кафедру, либо Николай был в качестве будущего епископа, а также новым настоятелем мог быть избран через год после смерти Поликарпа.
Время не сохранило страницы жития самого святителя Дионисия. Также не сохранились предания ни о духовном делании святого, ни о явленных при его мощах чудотворениях. Сокрыто и место упокоения святого Дионисия. Неведомо, когда он был причислен к лику святых. Но память Полоцкого владыки издревле почитается в народе. И это свидетельствует о неизвестных нам проявлениях благодати Святого Духа на этом благочестивом святителе.